# Пелетьєр (Північна Кароліна)
Пелетьєр (англ. Peletier) — місто (англ. town) в США, в окрузі Картерет штату Північна Кароліна. Населення — 769 осіб (2020).

## Географія
Пелетьєр розташований за координатами 34°43′41″ пн. ш. 77°4′18″ зх. д. / 34.72806° пн. ш. 77.07167° зх. д. (34.728034, -77.071613).  За даними Бюро перепису населення США в 2010 році місто мало площу 9,52 км², з яких 9,37 км² — суходіл та 0,15 км² — водойми.

## Демографія
Згідно з переписом 2010 року, у місті мешкали 644 особи в 285 домогосподарствах у складі 179 родин. Густота населення становила 68 осіб/км².  Було 393 помешкання (41/км²).
Расовий склад населення:
| - 92,2 % — білих - 1,2 % — чорних або афроамериканців - 0,6 % — корінних американців - 0,5 % — вихідців з тихоокеанських островів - 0,5 % — азіатів - 3,3 % — осіб інших рас |

До двох чи більше рас належало 1,7 %. Частка іспаномовних становила 6,1 % від усіх жителів.
За віковим діапазоном населення розподілялося таким чином: 19,3 % — особи молодші 18 років, 63,0 % — особи у віці 18—64 років, 17,7 % — особи у віці 65 років та старші. Медіана віку мешканця становила 44,8 року. На 100 осіб жіночої статі у місті припадало 110,5 чоловіків;  на 100 жінок у віці від 18 років та старших — 108,0 чоловіків також старших 18 років.
Середній дохід на одне домашнє господарство  становив 43 199 доларів США (медіана — 31 094), а середній дохід на одну сім'ю — 47 212 долари (медіана — 32 083). За межею бідності перебувало 39,4 % осіб, у тому числі 63,8 % дітей у віці до 18 років та 16,3 % осіб у віці 65 років та старших.
Цивільне працевлаштоване населення становило 342 особи. Основні галузі зайнятості: освіта, охорона здоров'я та соціальна допомога — 20,8 %, будівництво — 20,2 %, науковці, спеціалісти, менеджери — 14,6 %, роздрібна торгівля — 13,2 %.